# Gullberg, Marks kommun
Gullberg är en bebyggelse öster om Kinna i Marks kommun. Från 2020 till 2023 avgränsade SCB här en småort. Vid avgränsningen 2023 klassades området som en del av tätorten Kinna.